# Alternanthera regelii
Alternanthera regelii là loài thực vật có hoa thuộc họ Dền. Loài này được (Seub.) Schinz mô tả khoa học đầu tiên năm 1934.